# Entomológia

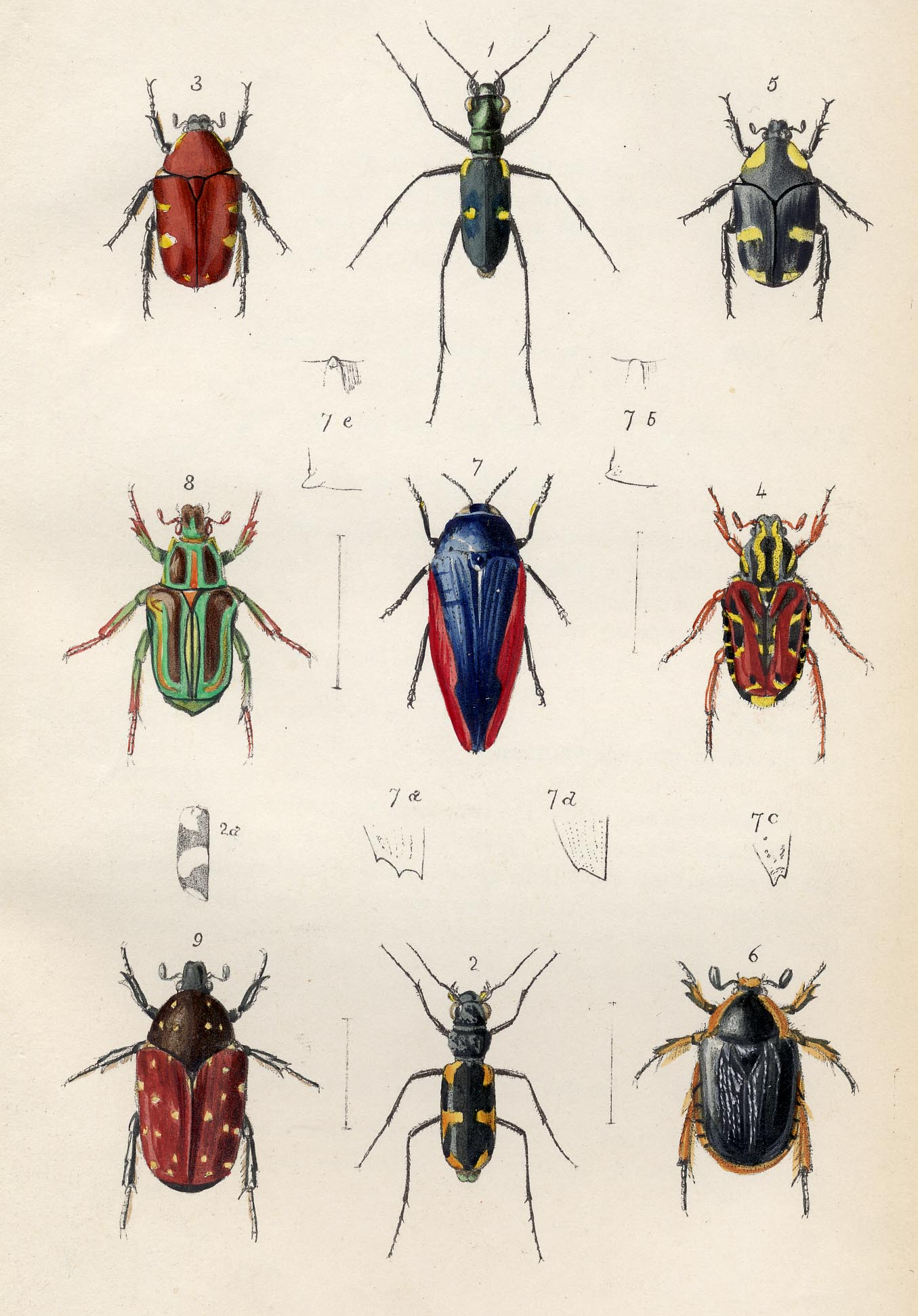
Egy entomológiai ábrázolás 1848-ból

Az entomológia, azaz rovartan a hatlábú ízeltlábúakkal (a Hexapoda altörzs Parainsecta és Insecta osztályaival) foglalkozó biológiai tudomány. A rovarok az élővilág (jelenleg ismert részének) fajokban leggazdagabb csoportja. A napjainkban folyó entomológiai kutatások részben alaptudomány jellegűek (szisztematika, biogeográfia, evolúciókutatás, fejlődésgenetika stb.), nagyobbrészt azonban alkalmazott és fejlesztő kutatások. Az entomológia fontosabb alkalmazott szakterületei:
- egészségügyi és állat-egészségügyi rovartan, a parazitológia és a járványtan részterületeként;
- növényvédelmi rovartan, a mezőgazdasági növényvédelemtan részterületeként;
- környezet- és természetvédelmi rovartan;
- vízügyi rovartan;
- igazságügyi rovartan, az igazságügyi ökológia részterületeként;
- katonai rovartan, mely az entomológiai hadviselés fegyvereinek fejlesztésével foglalkozik.

Hazánkban több tudományos kutatóintézet és társadalmi szervezet is műveli az entomológiát. A hazai rovarászok legnagyobb múltú szervezete a Magyar Rovartani Társaság, rovarrendszertani kutatásokkal pedig elsősorban a tudományegyetemek állattani és állatrendszertani tanszékein (Budapesten, Debrecenben, Szegeden), a természettudományi gyűjteményekkel rendelkező múzeumokban, valamint egyes alkalmazott zoológiai intézetekben foglalkoznak.